# Greater-Hawke-Nationalpark
Der Greater-Hawke-Nationalpark (englisch: Greater Hawke National Park) ist ein Nationalpark im Südwesten von Western Australia, Australien. Er liegt 25 Kilometer östlich von Pemberton rund zehn Kilometer von der Küste des Indischen Ozeans entfernt. Im Westen grenzt er an den D’Entrecasteaux-Nationalpark und im Osten an den Warren-Nationalpark. Weiter im Norden liegt der Greater-Beedelup-Nationalpark.
Beim 140,04 km² großen Nationalpark handelt sich um ein Waldgebiet, das mit Jarrah- und Marribäumen bewachsen ist. Dazwischen wachsen kleine Bäume und Gebüsche. Der Park ist auch mit normalen Straßenfahrzeugen befahrbar und hat zwei Campingplätze. Erreichen kann man ihn über den Vasse Highway. Durch den Park führen Teile des 86 Kilometer langen Karri Forst Explorer, ein Wander- und Radweg. Am Carey Brook im Nationalpark können Boote zu Wasser gelassen werden.